# دان جاستن
دان جاستن (بالإنجليزية: Dan Justin)‏ هو لاعب هوكي الجليد أمريكي، ولد في 12 فبراير 1955 في بالو ألتو في الولايات المتحدة.

## وصلات خارجية
- دان جاستن على موقع HockeyDB.com (الإنجليزية)
- دان جاستن على موقع Hockey-Reference.com (الإنجليزية)